# Ержово
Ержо́во — село в Рыбницком районе непризнанной Приднестровской Молдавской Республики. Административный центр Ержовского сельсовета, куда помимо села Ержово также входит село Сарацея.
Из рассказов старожилов село существует примерно с 1796 года. Название своё получило по преданию от имени первого переселенца, бывшего жителя Бессарабии Гержева, который, преследуемый турками, бежал на левый берег Днестра.

## География
Расположено в 5 км (по дорогам) северо-западнее города Рыбница, на левом берегу Днестра. Здоровый климат и прекрасные места привлекают сюда в летний период много людей для отдыха.

## Население
Население Ержово на 2004 год составляло 2 652, на 2015 год — 2 583.
| Население | Население |
| --------- | --------- |
| 2004      | 2015      |
| 2 652     | 2 583     |

## Религия
В селе ержово действует молитвенный дом великомученика Дмитрия Солунского.